# Фехнер, Елена Юльевна
Елена Юльевна Фехнер (15 октября 1900, Даугавпилс — 20 ноября 1985, Ленинград) — искусствовед, специалист по классической голландской живописи, научный сотрудник Эрмитажа, автор книг по истории искусства.

## Биография
Родилась 15 октября 1900 года в семье прибалтийских немцев. Семья часто переезжала с места на место. Самое раннее детство ее прошло в Двинске, потом какое-то время семья жила в Риге, затем переехали в Петроград.
Елена Юльевна окончила классическую женскую гимназию Гедда. С 1919 по 1925 гг обучалась в Институте Истории Искусств на Исаакиевской площади д.5.
С 1926 по 1929 гг. проходила аспирантуру в том же институте.
В 1929 г поступила на работу в Эрмитаж сверхштатным экскурсоводом, а в 1930 году была зачислена научным сотрудником I разряда по отделению Запада.
С 1941 по 1945 гг. находилась в эвакуации в Свердловске вместе с экспонатами Эрмитажа. В это время она продолжала исследования, начатые еще в Ленинграде, делала доклады, читала публичные лекции.
В 1949 году вступила в должность старшего хранителя самого большого фонда Нидерландских и Голландских картин (1400 единиц). В этом же году защитила кандидатскую диссертацию на тему «Нидерландское искусство XVI века» и получила степень кандидата искусствоведения.
Проработав в Эрмитаже 50 лет, в 1979 году она вышла на пенсию.
Умерла 20 ноября 1985 года.

## Вклад в работу Эрмитажа
В 50-60ые годы Е. Ю. Фехнер ездила с передвижными выставками Эрмитажа по городам СССР. Там она участвовала в устройстве экспозиций, читала лекции, писала статьи в местные газеты.
Елена Юльевна в совершенстве владела немецким и французским языками. Благодаря чему принимала активное участие в переводах некоторых изданий на тему прикладного искусства и проводила экскурсии для иностранных делегаций по залам Эрмитажа.
Е. Ю. Фехнер провела атрибуцию нескольких картин неизвестных авторов, доказав их принадлежность кисти таких голландским художников как Класа ван дер Хека, Франсуа Рейкгальса, Керстиана де Кейнинк и др.
За время работы в Эрмитаже ею было опубликовано 26 научных работ в советской и иностранной периодике, написано несколько статей для Большой Советской Энциклопедии, стала автором и составителем более чем 10 книг и брошюр по живописи.

## Издания
- Нидерландская живопись XVI в. Очерки из истории западноевропейского искусства. Государственный Эрмитаж. 1949
- Рембрандт «Портрет старика в красном». Государственный Эрмитаж. 1958
- Голландская пейзажная живопись XVII века. Государственный Эрмитаж. 1963
- Рембрандт. Советский художник. 1964
- Рембранд. Произведения живописи в музеях СССР. Советский художник. 1965
- Голландская жанровая живопись XVII века в собрании Государственного Эрмитажа. Изобразительное искусство. 1979
- Голландский натюрморт XVII века. Изобразительное искусство. 1981
- Голландский натюрморт XVII века в собрании Государственного Эрмитажа. Изобразительное искусство. 1981